# الاتحاد الصومالي لكرة القدم
تأسس الاتحاد الصومالي لكرة القدم (بالصومالية: Xiriirka Kubadda Cagta Soomaaliya)‏ في عام 1950م وانضم إلى الإتحاد الدولي لكرة القدم في 1960م وإنضم إلى الاتحاد الأفريقي لكرة القدم في 1968م.